# Pressegger See
De Pressegger See (Sloveens: Preseško Jezero) is een meer in Oostenrijk. Het meer ligt in het Gailtal, oostelijk van Hermagor, in de deelstaat Karinthië. Kenmerkend voor het meer zijn de grote rietvelden aan de zijkanten van het meer.

## Geografie
Het meer ligt in een glaciaal gevormd bekken, de restanten van een veel groter gletsjermeer, dat werd verkleind door aanslibbing en puinkegels. Ter noorden van het meer liggen de bergen van de Spitzegelgruppe. In het zuidwesten bevinden zich de Phyllitrücken van Guggenberg-Egg die bestaan uit leisteen.
Het meer heeft een oppervlakte van 55 hectare, waardoor het het op negen na grootste meer van Karinthië is. Verder heeft het meer een halfronde vorm. De onderzeese hellingen in het westen, noorden en oosten zijn ondiep, ze zijn steiler in het zuiden. De bodem van het meer is vlak. De gemiddelde diepte van Pressegger See is dan ook 3,4 m. Slechts een zevende van het meer is dieper dan 6 meter. Het diepste punt is 13 meter. Het westelijke en oostelijke gedeelte van het meer is omgeven door natuurlijke rietvelden, in het noorden en het zuiden werden deze vervangen door landbouwgrond en strand voor de toeristen.

## Hydrologie en ecologie
De Pressegger See heeft een zeer hoog kalkgehalte. De hardheid is rond de 10 dH. De calciumconcentratie bedraagt ongeveer 50 mg/l. De gemiddelde jaartemperatuur is 22-24 graden Celsius. Het diepe water heeft een temperatuur van 10 graden. Het water dat in het meer komt, komt voor ongeveer twee derde van de rivier Vella (0,7 m³ / s), enkele kleinere zijrivieren en een derde van het grondwater (ca. 0,5 m/s). Het meer voert haar water af via de 3,6 km lange Pressegger Seebach, die uiteindelijk in de Gail overgaat.

## Flora en fauna
Door de beperkte diepte en helderheid van het water is een groot deel van het meer bedekt met waterplanten: onder andere de lelie. Karakteristieke vogels die leven in de rietvelden zijn onder andere: de kleine karekiet, de rietzanger, en het woudaapje. Typische watervogels zijn wilde eenden, meerkoeten en futen.

## Natuurgebied
In 1970 werd het meer en de omgeving uitgeroepen tot beschermd natuurgebied, dat 416 hectare groot is.

## Bron
Dit artikel of een eerdere versie ervan is een (gedeeltelijke) vertaling van het artikel Pressegger See op de Duitstalige Wikipedia, dat onder de licentie Creative Commons Naamsvermelding/Gelijk delen valt. Zie de bewerkingsgeschiedenis aldaar.